# Leo Longanesi
Leopoldo Longanesi (30 de agosto de 1905–27 de septiembre de 1957), conocido como Leo Longanesi, fue un periodista italiano, publicista, guionista, escritor de televisión y editor muy famoso en su país. Es conocido sobre todo por los trabajos satíricos de diversos personajes de la sociedad italiana. Fundó la casa editorial epónima en Milán en 1946. Fue una suerte de mentor del famoso periodista e historiador italiano Indro Montanelli quien fundó  Il Giornale, uno de los diarios más grandes de su país.